# Itatsina
Itatsina praticola es una especie de araña araneomorfa de la familia Linyphiidae. Es el único miembro del género monotípico Itatsina.

## Distribución
Se encuentra en China.